# Jan Hruška
Jan Hruška (Uničov, 4 februari 1975) is een Tsjechisch voormalig wielrenner, actief van 1997 tot 2007. Hij was vooral bedreven in het tijdrijden.
In 2000 werd hij positief getest op nandrolon en voor zes maanden geschorst.

## Overwinningen
1999
- 1e etappe Lidice
- Eindklassement Lidice

2000
- Proloog Giro d'Italia
- 20e etappe Giro d'Italia

2001
- 3e etappe Clásica Alcobendas

2002
- 5e etappe Ronde van de Algarve
- 3e etappe Ronde van Burgos (ploegentijdrit)

2003
- 3e etappe Ronde van Rioja

2006
- 3e etappe Clásica Alcobendas
- Eindklassement Clásica Alcobendas

## Resultaten in voornaamste wedstrijden
| Jaar | Ronde van Italië | Ronde van Frankrijk | Ronde van Spanje |
| ---- | ---------------- | ------------------- | ---------------- |
| 2000 | 14e (2)          |                     | 75e              |
| 2001 | 47e              |                     |                  |
| 2002 |                  |                     | opgave           |
| 2003 |                  |                     | 123e             |
| 2004 |                  | 117e                | 99e              |
| 2005 | 61e              |                     |                  |

| Jaar | Milaan-San Remo | Ronde van Vlaanderen | Amstel Gold Race | Luik-Bast.‑Luik |  | WK op de weg |  | Wereldranglijsten |
| ---- | --------------- | -------------------- | ---------------- | --------------- |  | ------------ |  | ----------------- |
| 2000 | 70e             |                      | 73e              |                 |  |              |  |                   |
| 2001 |                 |                      |                  | 75e             |  | 82e          |  |                   |
| 2002 | 89e             | 90e                  |                  |                 |  |              |  |                   |
| 2003 | 67e             |                      |                  |                 |  |              |  |                   |
| 2004 | 143e            |                      |                  | 61e             |  |              |  |                   |
| 2005 |                 |                      |                  |                 |  | 40e          |  | 108e (UPT)        |